# Гибралтарска социалистическа лейбъристка партия
Гибралтарската социалистическа лейбъристка партия (на английски: Gibraltar Socialist Labour Party) е лявоцентристка социалдемократическа политическа партия в Гибралтар.
Тя е основана през 1978 година от профсъюзния лидер Джо Босано. През 1988-1996 година той оглавява правителството, слагайки край на дългогодишното управление на Асоциацията за напредък на гражданските права. На изборите през декември 2011 година партията остава на второ място с 34% от гласовете и 7 места в парламента, но нейният лидер Фабиан Пикардо съставя правителство в коалиция с Гибралтарската либерална партия.